# Gootspook

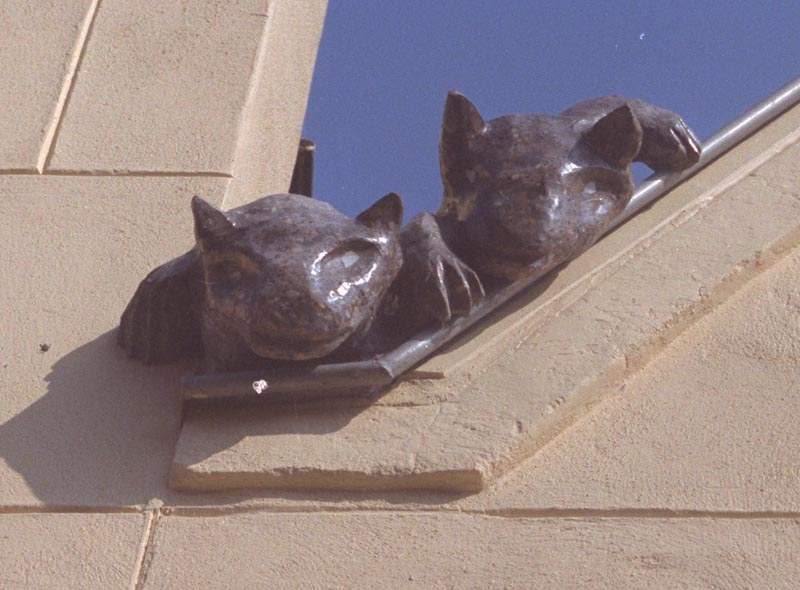
De eerste gootspookjes in Zaltbommel

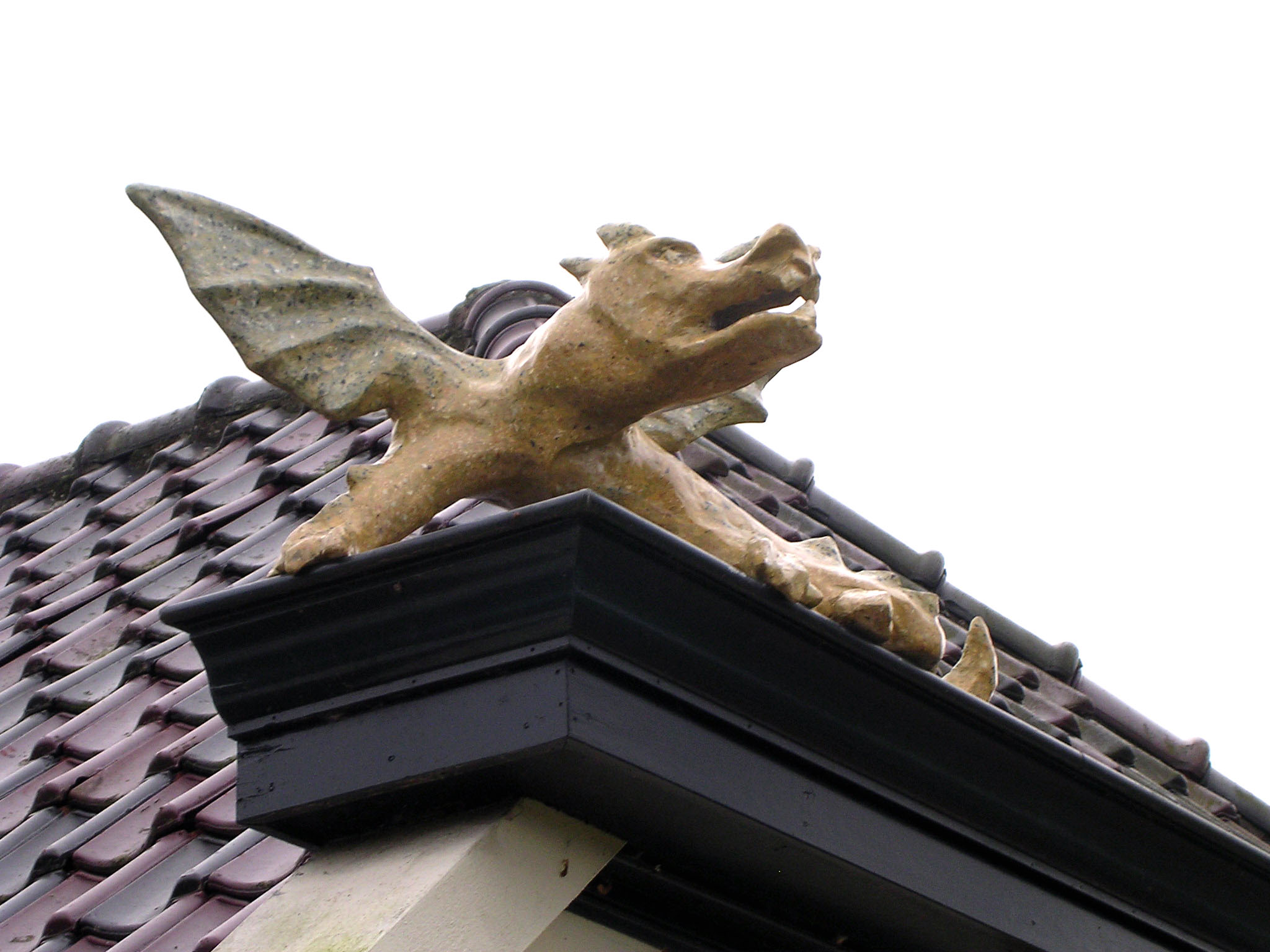
Gootspook draak in Hurwenen

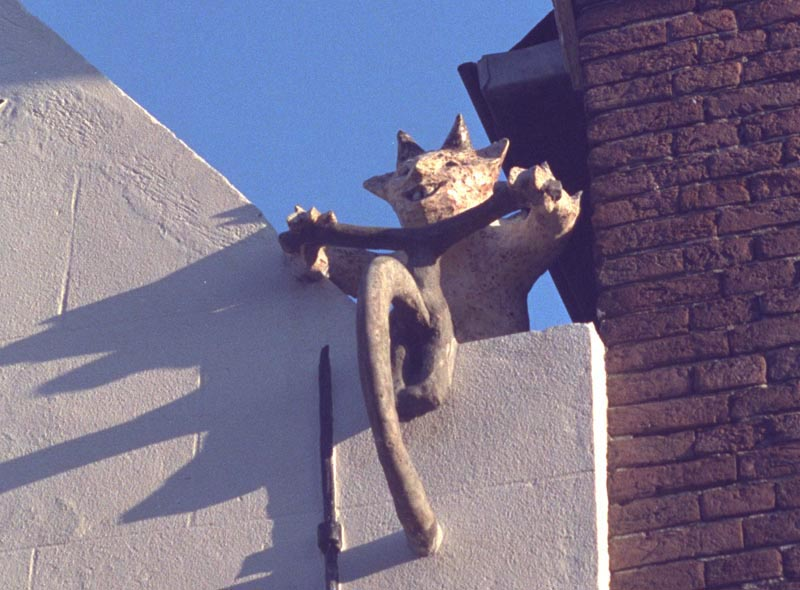
Gootspook rijdt in Zaltbommel dakgoot uit

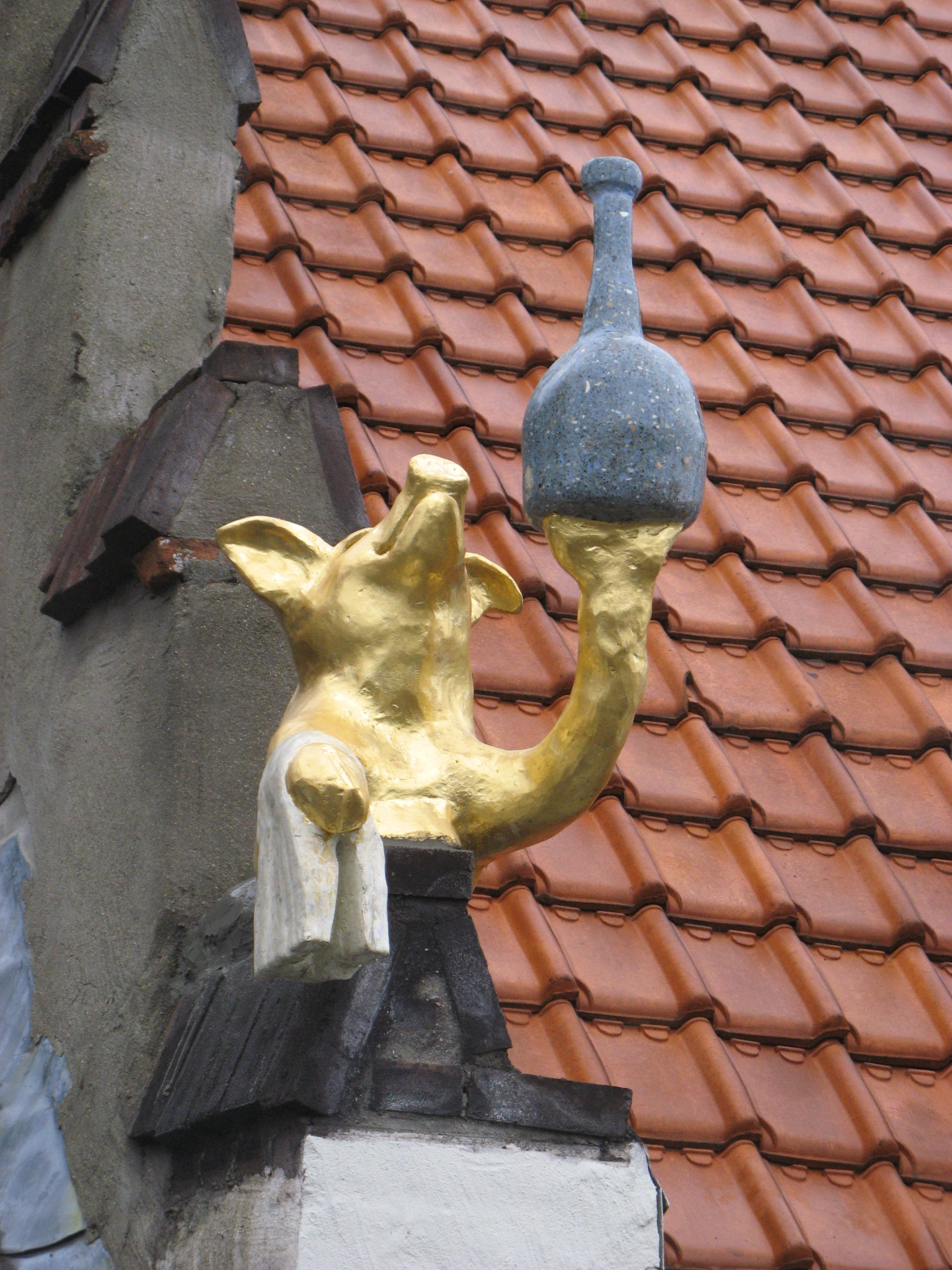
Stadscafé Zaltbommel herbergt gouden varken-gootspook

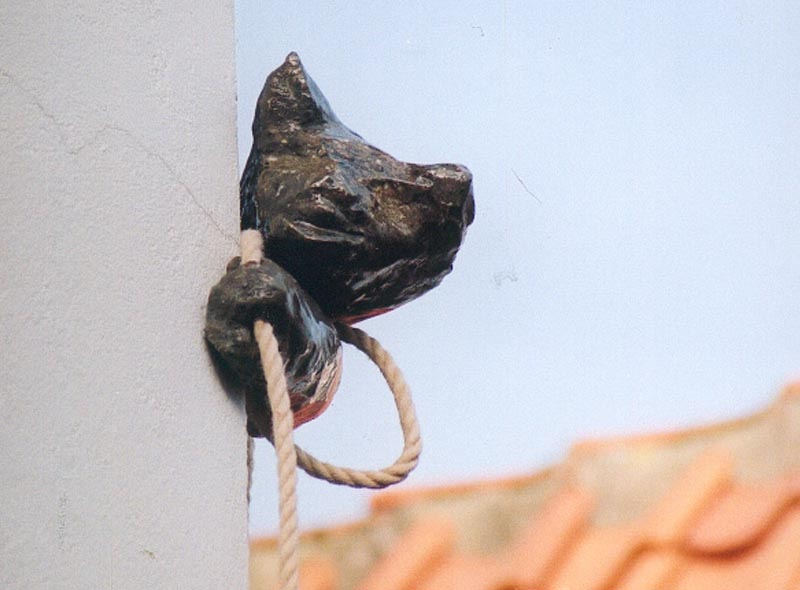
In Oudewater oefent een gootspook een oud beroep uit

Gootspoken zijn de door kunstenaar Joris Baudoin in opdracht vervaardigde beeldjes van terrazzo die zich aan of op daken en gevels van huizen in Zaltbommel bevinden, meestal in de dakgoot. Het eerste beeldje werd in 1993 geplaatst. Anno 2019 staan er ruim 30 beeldjes in de stad.
De beelden vertellen iets over de bewoners van het pand of over de historie ervan. Meestal stelt het beeld een dier voor, maar het kan ook gewoon een fantasiefiguur zijn, een sterrenbeeld of iets dat het ambacht of beroep van de bewoners laat zien. Soms is er een getal in verwerkt, een instrument of een ander stuk materiaal. Gootspoken hebben zich verbreid vanuit Zaltbommel naar andere plaatsen. In Leerdam is een glazen variant ontwikkeld: de glasstadgluurder.